# 君の想い、その願い
『君の想い、その願い』（きみのおもい、そのねがい）は、2003年10月24日にtumugiから第1作目として発売されたアダルトゲームである。

## ストーリー
季節は秋、主人公佐間景志は恋人であり、病弱であった天宮悠を救うため、東京で一人暮らしをし、医学生として多忙の日々を送っていた。そんなとき留守番電話に幼なじみである高原夏希から何回も電話がかかった形跡があることを見つける。嫌な予感がした景志はすぐさま夏希へ折り返しの電話を掛けた。そして彼女から伝えられたのは悠の病死であった。景志は失意に打ちひしがれ、彼女の墓参りのために故郷である秋篠町へ向かうのであった。

## 主な登場キャラクター
佐間 景志（さま けいし）
声：なし
身長176cm、体重61kg、血液型：A型、誕生日：1月10日、趣味：音楽鑑賞・天体観測
主人公。秋篠学園在学時に悠と付き合っていたが、病弱な彼女を救おうと東京の大学医学部に入学。ぶっきらぼうな言葉づかいではあるが、優しい性格。思慮深くしようと努めてはいるが、繊細な面や感情的になる面も。
高原 夏希（たかはら なつき）
声：三木本彩響
身長159cm、体重46kg、血液型：A型、誕生日：4月14日、趣味：料理・洗濯・音楽鑑賞・編物
主人公の幼稚園時代からの幼馴染。秋篠学園卒。主人公のことが好きであったが悠に遠慮していた。家庭的であり、また思いやりにあふれる優しい少女であるが、頑固な面もある。
倉本 沙奈（くらもと さな）
声：乃田あす実
身長152cm、体重41kg、血液型：B型、誕生日：3月22日、趣味：小物集め・野良猫の餌付
主人公の従妹。3歳のとき孤児となって、一時期主人公の家に居候していた。それ以来主人公にはあえていないが、主人公のことを慕っている。おとなしい性格で人見知りがある。孤独感にさいなまれることもしばしばある。秋篠学園在学。
天宮 佳織（あまみや かおり）
声：如月葵
身長163cm、体重48kg、血液型：O型、誕生日：5月10日、趣味：水泳・チャット
悠の妹。典型的なスポーツ型の少女で、明朗活発で男勝りで気が強い性格だが女性的な一面も。姉にあこがれを抱いていた。姉の見舞いに来なかった主人公を恨んでいる。秋篠学園在学。
赤羽 響子（あかばね きょうこ）
声：一色ヒカル
身長161cm、体重50kg、血液型：AB型、誕生日：3月8日、趣味：熱帯魚の飼育・ガーデニング
悠の入院していた牧原総合病院の看護師。おとなしく繊細であるものの真面目で優しく面倒見が良い性格である。
佐々川 香澄（ささがわ かすみ）
声：本条真琴
身長168cm、体重53kg、血液型：A型、誕生日：6月14日、趣味：アロマオイル・枝毛探し・ネイルアート
秋篠学園時代の親友。東京にある大手企業のOL。主人公の帰郷の数日前に不突然帰郷。高校時代は頭がよく面倒見もいい姉御的性格だったが、姿も性格も変わり果てて帰ってきた。具体的には他人との接触を嫌う、無口な性格になった。まるで何かを求めるような遠い目をしながら、ぼんやりとマッチの炎を燃やし尽くすのをみている事が多い。
天宮 悠（あまみや はるか）
声：楠鈴音
身長160cm、体重45kg、血液型：A型、誕生日：11月17日、趣味：ピアノ演奏・散歩
享年24。主人公が高校時代につきあっていた。幼い頃から身体が弱く、本当は主人公よりも1つ年上。 主人公への愛は死の直前まで変わることはなかった。穏やかで礼儀正しい性格。大勢の人が自分を支援してくれていることを知っているため、病気の苦しみで弱音を吐くということはなかった。自分を救おうと頑張っている主人公のために気持ちを抑えて黙って身を引いていた。

## スタッフ
- シナリオ：椎野順那
- 原画：あかり☆かずと
- BGM：梶原正裕
- 音響製作：ソルシエールサウンドデザイン

## 主題歌
オープニングソング「君の想い、その願い」
作詞：河村好乃 / 作曲：平林征児 / 歌：海原エレナ